# Semaeopus inficeta
Semaeopus inficeta là một loài bướm đêm trong họ Geometridae.